# Titanideum obscurum
Titanideum obscurum is een zachte koraalsoort uit de familie Anthothelidae. De koraalsoort komt uit het geslacht Titanideum. Titanideum obscurum werd in 1927 voor het eerst wetenschappelijk beschreven door Thomson. 